# Комісаровка (Пономарьовський район)
Коміса́ровка (рос. Комиссаровка) — селище у складі Пономарьовського району Оренбурзької області, Росія.

## Населення
Населення — 24 особи (2010; 34 у 2002).
Національний склад (станом на 2002 рік):
- росіяни — 97 %